# Mali Konec
Mali Konec este o localitate din comuna Grosuplje, Slovenia, cu o populație de 25 de locuitori.